# Collets Verds
Els Collets Verds és una collada dels contraforts nord-orientals del Massís del Canigó, a 2.224,1 metres d'altitud, en el terme comunal de Mentet, a la comarca del Conflent, de la Catalunya del Nord.
Estan situats a la zona central del sud del terme de Mentet, a la carena que separa les valls del Ressec, o Ribera del Ressec, i de la Ribera de l'Alemany. El coll comunica la Serra de la Portella amb la Serra dels Collets.